# Burg Röllinghausen
Der Burgstall Röllinghausen ist eine abgegangene mittelalterliche Wasserburg am nordwestlichen Ortsrand bei Illesheim im mittelfränkischen Landkreis Neustadt an der Aisch-Bad Windsheim in Bayern. Er ist nicht zu verwechseln mit der benachbarten Burg Illesheim oder dem benachbarten Schloss Illesheim.

## Geografische Lage
Der Burgstall befindet sich in nordwestlichen Ortsrand von Illesheim, südlich der Aisch, nahe der Lindenstrasse.

## Geschichte
Zum genauen Erbauungszeitpunkt der Burg können keine verlässlichen Angaben gemacht werden. Vermutlich entstand sie erst gegen 1300 als die Herren von Gailingen mit den Brüdern Arnold der Schwarze von Gailing-Illesheim, Erkenbrecht und Conrad, in Illesheim urkundlich in Erscheinung treten.
1375 trägt Friedrich von Gailingen seine Burg Röllinghausen den Nürnberger Burggrafen zu Lehen auf. Schon 1381 wurde die Burg jedoch im Konflikt zwischen dem Nürnberger Burggrafen und ihrem neuen Besitzer, dem Raubritter Eppelein von Gailingen, durch die Reichsstadt Windsheim zerstört.
Die Burg wurde zwar danach wieder aufgebaut, doch am 30. Mai 1525 im Bauernkrieg wieder niedergebrannt. Sie soll später erneut wiederaufgebaut wurden sein, denn in einer Urkunde von 1526 wird festgehalten, dass für den Wiederaufbau der Burg 850 Gulden und 56 Pfennige zu entrichten waren. Durch Heirat Götz von Berlichingens mit Dorothea von Illesheim, der Tochter des Arnold von Gailing-Illesheim und der Elisabeth von Laufenholz, am 17. November 1517 kam die Hälfte des Rittergutes an die Berlichinger. 1536 kaufte er auch die zweite Hälfte des Ritterguts von seinem Schwager Apel von Gailingen-Illesheim. Burg Röllingshausen wurde später abgebrochen und durch einen Bauernhof ersetzt der den Namen Röllingshof gehabt haben soll. Dieser soll jedoch im Osten von Illesheim gestanden sein - was sich nicht mit der Lage der ausgewiesenen Bodendenkmäler deckt.
Der Ururenkel von Götz, Jakob Christian Ernst von Berlichingen gilt als Erbauer des neuen Schlosses Illesheim.

## Beschreibung
Bei der Burg Röllinghausen handelte es sich um eine Wasserburg die diagonal zu den Himmelsrichtungen ausgerichtet war. Gegen Nordwesten war die Anlage zusätzlich zu einem vollständig umlaufenden Wassergraben durch das Flüsschen Aisch geschützt. Der Zugang erfolgte von Osten über einen Steg oder Zugbrücke. Die nahezu quadratische Wasserburg mass etwa 27 × 29 Meter. Möglicherweise wurde eine Ecke im Südosten zu einem späteren Zeitpunkt aufgefüllt, wie es eine Karte vermuten lässt, die in der ersten Hälfte des 19. Jahrhunderts angefertigt wurde. Heute ist die Burginsel im Osten über einen aufgeschütteten Damm zugänglich.

## Erhaltungszustand
Von der einstigen Wasserburg hat sich lediglich das Inselplateau samt großen Teilen des Wassergrabens und einige Erdwälle erhalten. Das Baudenkmal ist unter der Denkmalnummer D-5-75-133-3 beziehungsweise D-5-6528-0034 für das einstige Burgareal im Bayerischen Denkmalregister eingetragen.